# 천우주
천우주(1999년 2월 3일 ~ )는 대한민국의 뮤지컬 배우다.

## 방송
- 2020 DIMF 뮤지컬 스타 (2020)
- 낭만이 있는 곳에 (2020)

## 공연
- 루쓰 - 포항 (2022)
- 루쓰 - 서울 (2023)
- 헬렌 앤 미 - 안산 (2023)
- 헬렌 앤 미 - 고양 (2023)
- 헬렌 앤 미 - 제주 (2023)
- 앤 ANNE - 인천 (2023)
- 앤 ANNE - 영등포 (2023)
- 앤 ANNE - 울산 (2023)

## 영화
- 앞구르기 (2016) - 단역